# San Vicente (Samar du Nord)
Pour les articles homonymes, voir San Vicente.
San Vicente est une localité de la province de Samar du Nord, aux Philippines. En 2015, elle compte 7 856 habitants.